# Doizieux
Doizieux és un municipi francès situat al departament del Loira i a la regió d'Alvèrnia-Roine-Alps. L'any 2007 tenia 789 habitants.

## Demografia

### Població
El 2007 la població de fet de Doizieux era de 789 persones. Hi havia 284 famílies de les quals 56 eren unipersonals (44 homes vivint sols i 12 dones vivint soles), 84 parelles sense fills, 132 parelles amb fills i 12 famílies monoparentals amb fills.
La població ha evolucionat segons el següent gràfic:
Habitants censats

### Habitatges
El 2007 hi havia 400 habitatges, 298 eren l'habitatge principal de la família, 85 eren segones residències i 17 estaven desocupats. 371 eren cases i 25 eren apartaments. Dels 298 habitatges principals, 252 estaven ocupats pels seus propietaris, 35 estaven llogats i ocupats pels llogaters i 11 estaven cedits a títol gratuït; 5 tenien una cambra, 20 en tenien dues, 55 en tenien tres, 87 en tenien quatre i 131 en tenien cinc o més. 189 habitatges disposaven pel capbaix d'una plaça de pàrquing. A 97 habitatges hi havia un automòbil i a 184 n'hi havia dos o més.

### Piràmide de població
La piràmide de població per edats i sexe el 2009 era:
| Homes | Edats   | Dones |
| ----- | ------- | ----- |
| 0     | 95 o +  | 0     |
| 0     | 90 a 94 | 0     |
| 12    | 85 a 89 | 8     |
| 4     | 80 a 84 | 4     |
| 8     | 75 a 79 | 12    |
| 4     | 70 a 74 | 16    |
| 28    | 65 a 69 | 8     |
| 4     | 60 a 64 | 16    |
| 12    | 55 a 59 | 8     |
| 16    | 50 a 54 | 20    |
| 48    | 45 a 49 | 28    |
| 40    | 40 a 44 | 20    |
| 32    | 35 a 39 | 36    |
| 16    | 30 a 34 | 4     |
| 28    | 25 a 29 | 16    |
| 4     | 20 a 24 | 20    |
| 28    | 15 a 19 | 36    |
| 20    | 10 a 14 | 12    |
| 28    | 5 a 9   | 4     |
| 12    | 0 a 4   | 16    |

## Economia
El 2007 la població en edat de treballar era de 516 persones, 402 eren actives i 114 eren inactives. De les 402 persones actives 382 estaven ocupades (211 homes i 171 dones) i 20 estaven aturades (11 homes i 9 dones). De les 114 persones inactives 40 estaven jubilades, 41 estaven estudiant i 33 estaven classificades com a «altres inactius».

### Ingressos
El 2009 a Doizieux hi havia 313 unitats fiscals que integraven 842 persones, la mediana anual d'ingressos fiscals per persona era de 18.289 €.

### Activitats econòmiques
Dels 27 establiments que hi havia el 2007, 3 eren d'empreses alimentàries, 4 d'empreses de fabricació d'altres productes industrials, 5 d'empreses de construcció, 1 d'una empresa de comerç i reparació d'automòbils, 7 d'empreses d'hostatgeria i restauració, 2 d'empreses d'informació i comunicació, 2 d'empreses de serveis, 1 d'una entitat de l'administració pública i 2 d'empreses classificades com a «altres activitats de serveis».
Dels 13 establiments de servei als particulars que hi havia el 2009, 2 eren tallers de reparació d'automòbils i de material agrícola, 2 guixaires pintors, 1 fusteria, 1 lampisteria i 7 restaurants.
L'únic establiment comercial que hi havia el 2009 era una fleca.
L'any 2000 a Doizieux hi havia 35 explotacions agrícoles que ocupaven un total de 442 hectàrees.

## Equipaments sanitaris i escolars
El 2009 hi havia 2 escoles elementals.

## Poblacions més properes
El següent diagrama mostra les poblacions més properes.